# Leitha Straße
Die Leitha Straße B 60 ist eine ehemalige Bundesstraße, die durch Niederösterreich verläuft. Sie führt über eine Länge von etwa 51 km von Wiener Neustadt (Pottendorfer Straße) nach Fischamend.

## Geschichte
Die Straße von Wiener Neustadt über Waltersdorf, Moosbrunn, Himberg und Maria Lanzendorf bis Favoriten mit einer Abzweigung von Moosbrunn über Gramatneusiedl, Ebergassing, Schwadorf bis Fischamend gehört zu den 17 Straßen, die 1866 zu niederösterreichischen Landesstraßen erklärt wurden.
Die Wiener Neustadt-Schwadorfer Straße gehörte seit dem 1. April 1959 zum Netz der Bundesstraßen in Österreich. Sie führte nicht über Gramatneusiedl, sondern über Reisenberg und Götzendorf. Durch das Bundesstraßengesetz von 1971 wurde sie in Leitha Straße umbenannt und am 1. Jänner 1972 bis Fischamend verlängert.

## Verlauf
Die B 60 beginnt in Wiener Neustadt beim Auge Gottes (Kreuzung Pottendorfer Straße, Fischauer Gasse, Grazer Straße, Wiener Straße/Wiener Neustädter Straße B 17). Im Stadtgebiet von Wiener Neustadt heißt sie Pottendorfer Straße.
Von Wiener Neustadt aus führt die B 60 entlang der Warmen Fischa über Eggendorf (Niederösterreich) und Ebenfurth nach Pottendorf. Sie überquert die Südost Autobahn A 3 und führt schließlich nach Weigelsdorf, wo sie auf die Ödenburger Straße B 16 trifft und kurz unterbricht. Die Leitha Straße führt schließlich weiter entlang des Reisenbachs nach Unterwaltersdorf, Reisenberg, Götzendorf an der Leitha und Margarethen am Moos, trifft auf die Budapester Straße B 10 und führt weiter in Richtung Norden entlang der Fischa nach Enzersdorf an der Fischa und Fischamend, wo sie in die Pressburger Straße B 9 einmündet.